# Munkegårde (Tikøb Sogn)
 For alternative betydninger, se Munkegårde. (Se også artikler, som begynder med Munkegårde)
Munkegårde (rettelig: Munkegaarde) er en tidligere landsby i Tikøb Sogn, nu opslugt af Kvistgård.
Munkegaarde bestod i 1682 af 2 gårde beliggende nord for den daværende Munke Sø med et samlet dyrket areal på 49,6 tønder land skyldsat til 8,46 tønder hartkorn. Dyrkningsformen var trevangsbrug.
Efterhånden byggedes der en række huse langs landevejen fra Humlebæk til Tikøb i tilknytning til Kvistgård Station. Efter 2. verdenskrig skete en yderligere udbygning, og landevejen gennem bebyggelsen blev afløst af en ny sønden om denne.
Efter kommunalreformen i 1970 blev der i områdets nordlige del udlagt et mindre industriområde som en del af Kvistgård industriområde, der på tre sider (syd, øst og nord) omkranser Munkegårde Hegn.